# Hacker
A nu se confunda cu cracker.
Un hacker este un expert în informatică, care se ocupă cu studiul în profunzime al programelor informatice (sisteme de operare, aplicații), adesea folosind tehnici de inginerie inversă (demontare), cu scopul de a obține cunoștințe care nu sunt accesibile publicului larg. Cei ce folosesc aceste cunoștințe în scopuri ilegale, pentru a compromite securitatea sistemelor informatice sau a aplicațiilor, sunt de fapt crackeri (spărgători), însă în percepția publicului (formată de obicei de mass-media) noțiunile de hacker și cracker adesea se confundă.

## Tipuri de hacker
Hackerii se pot împărți în 4 categorii :
- White hat - hackerul etic este un expert de securitate în calculatoare, specializat în testarea penetrării și în alte metodologii de testare care asigură securitatea sistemelor informatice ale unei organizații
- Black hat -  hackerul ilegal care încalcă securitatea calculatoarelor, rețelelor
- Grey hat - hackerul "de mijloc", care poate încălca uneori legi sau standarde etice, dar nu are intenția dăunătoare tipică unui hacker black hat.
- Haxor - este un cracker amator, care se folosește de uneltele de hacking create de alții, fiind lipsit de o contribuție personală la dezvoltarea lor.

## Modalități de hacking
Modalitățile de a exploata vulnerabilitatea unui computer sau a unei rețele sunt multiple:
- Comandă a utilizatorului - exploatarea unei vulnerabilități prin introducerea de comenzi într-un program.

- Program sau script - exploatare a vulnerabilităților prin execuția unui fișier de comenzi sau a unui program.

- Agent software - folosirea unui program sau a unui fragment de program care operează independent de utilizator (virușii și viermii de rețea).

- Programe integrate - pachet de programe (toolkit) ce conține comenzi, programe sau agenți independenți care exploatează vulnerabilitățile sistemelor (ex.Metasploit). Aceste pachete de programe pot fi preinstalate în sisteme de operare concepute pentru securitatea în informatică, teste de penetrare (ex. Kali Linux, BackBox,  BlackArch, Pentoo etc).[1]

- Unelte distribuite - unelte care sunt dispersate pe mai multe calculatoare, care pot fi coordonate pentru a conduce atacuri simultane către aceeași țintă.

- Interceptor de date - mijloc de a monitoriza radiația electromagnetică emanată de un calculator sau o rețea, folosind un echipament extern (network tap).

- Schimbul de informații - modalitate de a obține informații fie de la alți atacatori, fie de la utilizatorii care sunt atacați inginerie socială.

## Scurt istoric
Conceptul de hacking a apărut în anii '60, la Massachusetts Institute of Technology (MIT). Primii hackeri erau preocupați să modifice hardware-ul și software-ul calculatoarelor, pentru a le face mai rapide. Tot atunci, primele sisteme de operare dezvoltate la MIT au dezvăluit și primele vulnerabilități. În 1965, a fost descoperită o problemă la sistemul Multics CTSS pe un IBM 7094, prin care deschiderea repetată a editorului de text oferea parola sistemului oricărui utilizator.

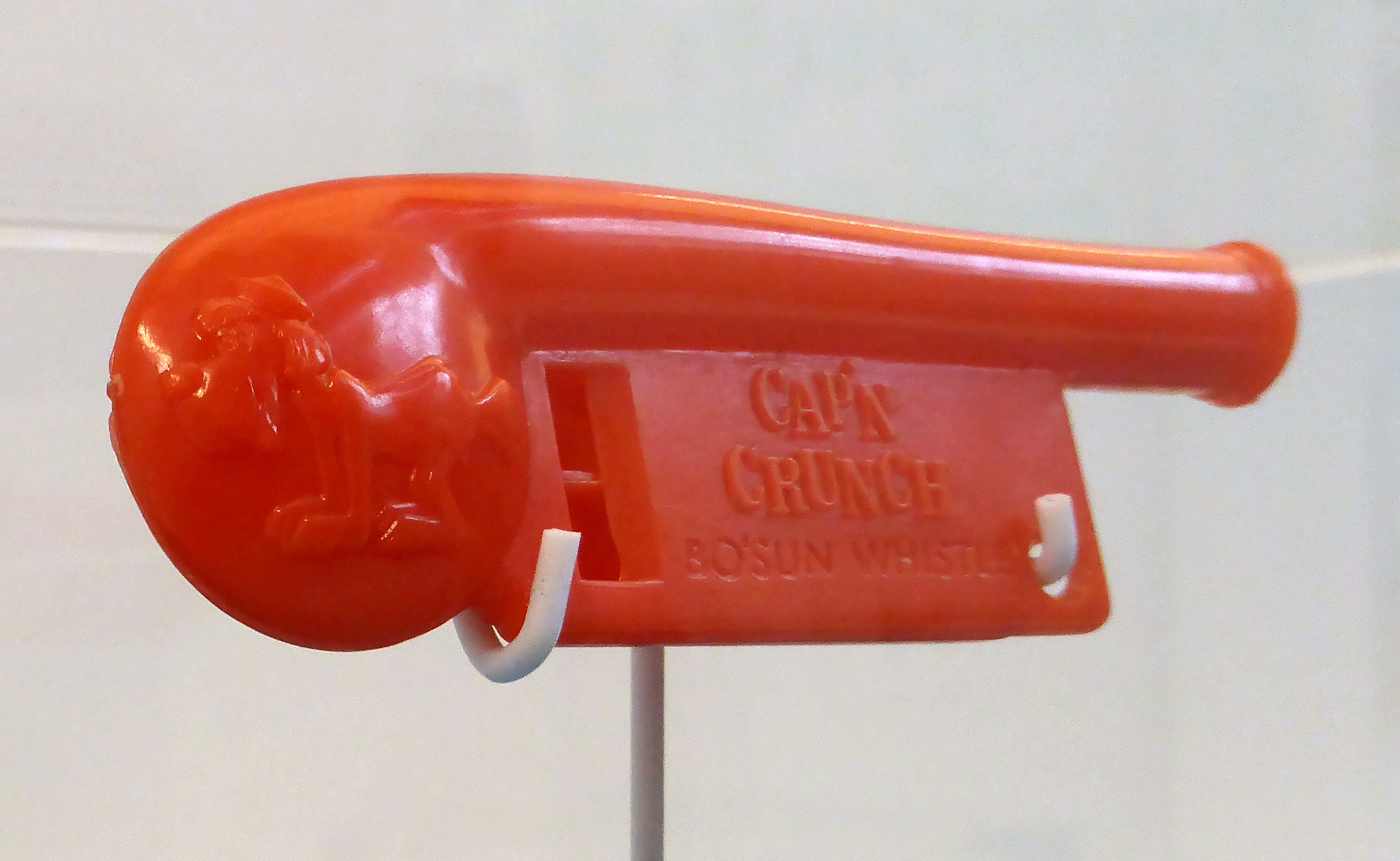
Jucăria fluier

Anii '70 sunt importanți în istoria hacking-ului datorită apariției hackerilor de telefoane. Un programator, John Draper, a descoperit că un fluier distribuit ca jucărie într-o cutie de cereale, avea aceeași frecvență (2600 Hz), ca și sistemele telefonice AT&T. Folosind fluierul, Draper a construit un dispozitiv numit "blue box" cu care a reușit să ocolească sistemul de taxare și permitea accesul la convorbiri gratuite către orice destinație. Fondatorii Apple Inc., Steve Jobs și Steve Wozniack, au fost și ei implicați în producția instrumentului de hacking bazat pe fluier.
În anii '80, hackerii s-au orientat în număr mai mare către industria computerelor și au început să creeze primele unelte de comunicare online, precursoare rețelei Usenet. Au apărut și primele grupuri pe forumuri, unde se schimbau păreri și idei. Numărul tot mai mare de atacuri informatice a dus la crearea primei legislații americane împotriva hackerilor în 1986. Primul caz de spionaj informatic internațional are loc în 1989, când trei hackeri din Germania au fost condamnați pentru sustrageri de informații ale autorităților și companiilor americane și le-au vândut KGB-ului.
Odată cu apariția browser-ului Netscape Navigator în 1994, hackerii se îndreaptă către web. Un an mai târziu, hackeri ruși au furat 10 milioane de dolari de la Citibank. Anii 90 sunt importanți și pentru AOHell, program care a permis hackerilor  să întrerupă serviciile AOL. În 1999, Microsoft lansează mai multe patch-uri pentru vulnerabilități din Windows 98, care ar putea fi exploatate de hackeri.
După anul 2000, hackingul devine apanajul profesioniștilor dar și al crimei organizate din zona neagră. Au apărut virușii pentru a fura conturi bancare, cărți de credit, atacuri informatice asupra organizațiilor guvernamentale. În 2001, Microsoft este victima primului atac DNS. În 2007, FBI a arestat un grup de hackeri responsabili pentru infiltrarea a un milion de PC-uri și daune materiale de 20 milioane dolari.
În ultimii ani, apar tot mai multe grupuri de hackeri care reușesc să atragă mulți susținători prin atacurile online pe care le consideră "în numele unor cauze nobile".  
Alte momente importante în istoria recentă a hacking-ului sunt Operation Aurora, prin care hackerii chinezi au furat informații importante ale Google, desecurizarea rețelei PlayStation Network, prin care au fost expuse conturile a 77 milioane de utilizatori și atacarea instantanee a 700.000 site-uri de către un hacker din Bangladesh. 

## Ce sunt hackerii

Glider emblema hackerilor, ca simbol general pentru hackeri Linux, open source, GNU și BSD.

Se spune despre hackeri că sunt pasionați ai informaticii care se ocupă în special cu "spargerea" codurilor unor sisteme informatice.
Este necesară o definire clară a termenilor "hacker" și "cracker".
- (în vernacular) Cel care sparge/se infiltrează în calculatoarele altora[4][5] (cuvântul corect pentru asta este de fapt cracker,[5][6][7][8] sau sinonimul său „pălărie neagră”).[9] Acest cuvânt provine de la ocupația favorită a crackerilor și anume de a sparge parole. Se poate vorbi atât de crackeri care sparg programe shareware sau altfel de software sau media protejate, cât și de crackeri care sparg calculatoare și obțin accesul la informații confidențiale (de exemplu numere de cărți de credit), sau virusează calculatorul altora (de exemplu, pentru a-l folosi drept fabrică de spam sau a găzdui pornografie, de obicei ilegală, în scop de câștig comercial); sinonime: spărgător de programe și/sau spărgător de calculatoare.
- Există o variantă de crackeri-hackeri care sparg sisteme informatice doar pentru a demonstra existența unor vulnerabiltăți în sistem, pe urmă comunicând proprietarilor/producătorilor sistemelor existența acestor exploituri și modul în care se pot proteja de astfel de atacuri (numiți crackeri etici sau hackeri etici). Ei pot fi numiți și pălării albe (în limba engleză, „white hats”). Prin urmare, hacker etic este cineva care poate intra într-un sistem informatic pe alte căi decât cele oficiale, pentru a demonstra existența unor probleme de securitate și eventual a le remedia/elimina. Câteva exemple, chiar din România sunt (în ordine alfabetică): Alien Hackers, DefCamp , HackersBlog și Sysboard.
- (Super)experți în tehnologii software și/sau hardware.[6]
- Hobbyiști care trec peste granițele aparente existente în diverse dispozitive hardware și/sau în diverse programe de calculator.[5][6][10]

Ziarele americane au publicat numeroase articole care spuneau Un anumit hacker a spart un anumit sistem informatic, însemnând de fapt Un anumit expert în calculatoare a spart un anumit sistem informatic. Folosirea termenului este corectă, căci dacă oamenii respectivi n-ar fi fost experți în calculatoare, nu ar fi putut sparge astfel de sisteme (pe atunci nu apăruseră haxorii, adică crackeri care nu se pricep la programare și utilizează pentru spart programele făcute de alții). Dar asocierea cuvântului hacker (expert în calculatoare) cu operațiuni imorale și/sau ilegale este doar „între urechile” publicului larg, care a citit astfel de articole, și a rămas cu impresia greșită (prejudecata, stereotipul) că hackerii (în general) ar fi niște infractori.
Se mai pot deosebi următoarele sensuri specializate (din subcultura informaticienilor) ale cuvântului hacker:
- cineva care cunoaște foarte bine un limbaj de programare sau mediu de programare, astfel încât poate scrie un program fără niciun efort aparent;
- cineva care inventează, proiectează, dezvoltă, implementează, testează sau îmbunătățește o tehnologie;
- cineva care oferă soluții neconvenționale dar adecvate împotriva exploiturilor, erorilor și ale unor alt fel de probleme, cu ajutorul mijloacelor disponibile.

Diagrama Euler-Venn pentru crackeri - hackeri - haxori

Că a fi hacker sau cracker sunt două lucruri diferite, o arată hackerii Steve Gibson și Eric Steven Raymond. Gibson precizează:
„Vreau să consacru acest moment pentru a-mi demonstra recunoștința pentru enorma influență pe care munca altruistă a comunității mondiale de hackeri a avut-o asupra cunoașterii pe care am dobândit-o. Ei nu sunt «crackerii» malițioși și nici «script-kiddies» care sparg, fură, strâmbă și distrug, abuzând astfel de cunoașterea pe care au dobândit-o de la alții, ci ei sunt adevărații hackeri - în înțelesul originar al termenului - care râvnesc la cunoaștere, pricepere și putere tehnologică pentru valoarea lor intrinsecă.”
E.S. Raymond spune în ghidul pentru cei care vor să devină hackeri:
„Hackerii adevărați îi numesc «crackeri» și nu vor să aibă de a face cu astfel de oameni. Hackerii adevărați îi consideră pe crackeri drept leneși, iresponsabili și nu foarte deștepți, reproșându-le că a fi în stare să spargi o protecție te face la fel de hacker pe cât a porni un automobil prin efracție te face inginer. ... Diferența esențială este: hackerii construiesc, crackerii distrug. Dacă vrei să devii hacker, citește în continuare. Dacă vrei să devii cracker, citește grupul de Usenet news://alt.2600 și pregătește-te să faci de la cinci la zece ani de pârnaie din momentul în care afli că nu erai așa deștept pe cât te credeai. Asta e tot ce am avut de spus despre crackeri.”
El consideră că Internetul, Unixul, World Wide Web-ul și softul liber au fost produse de hackeri.
Într-o prelegere la Universitatea din Amsterdam, Wynsen Faber, de la Faber Organisatievernieuwing (birou de consultanță care evaluează activitatea unor servicii polițienești din Olanda) a afirmat că infracțiunile informatice sunt printre cele mai ușor de urmărit penal. Gradul de complexitate al urmăririi penale a unei infracțiuni informatice nu se ridică nici pe departe la gradul de complexitate al unei investigații în ce privește clasicul omor. El a afirmat că tot ce trebuie pentru asta sunt niște informaticieni buni în cadrul poliției și cooperare polițienească internațională în caz că s-a acționat din alte țări. Se consultă logurile, se trasează IP-ul, se iau datele personale de la provider, este arestat suspectul și pus să dea declarație că în ziua... la ora... a spart un anume calculator sau a pus un troian pe un sit de phishing.
Dacă mulți infractori informatici nu sunt prinși este din cauză că Poliția nu apreciază gravitatea unor astfel de fapte. Conform lui Steve Gibson, costul unei investigații FBI asupra unei infracțiuni informatice se ridică la USD 200 000, ceea ce face FBI-ul să urmărească doar infracțiunile informatice foarte grave; dacă dauna este sub USD 5000 se consideră că nu s-a comis nicio infracțiune. În schimb, costurile procesului Ministerului Public olandez contra lui Holleeder (un infractor clasic) au fost estimate la cel puțin 70 de milioane de Euro.
Motivațiile tipice pentru spărgătorii de calculatoare sunt: bani, distracție, ego, cauză social-politică (activism), admitere într-un anume grup social și obținerea unui statut social. Banii pot fi obținuți de exemplu prin a afla numere de cărți de credit sau prin șantajarea unor firme, amenințate cu blocarea sitului lor de internet. Distracție înseamnă că motivația de a sparge sisteme informatice nu este cea de a produce daune, ci instinctul de joc al lui Homo ludens, adică comportamentul jucăuș și de a face glume. Ego: motivația constă în satisfacția datorată învingerii unor bariere hard/soft prin creativitate informatică. Căuzașii (hacktiviștii) se folosesc de puterea pe care spargerea de calculatoare le-o conferă pentru a promova cauza în care cred cu tărie (drepturile omului, drepturile animalelor, adoptarea Sharia, etc.). Intrarea în grupul social al hackerilor este determinată de merite dovedite în activitatea proprie ca hacker, ageamii nefiind admiși în astfel de cercuri. Statutul social în ciberspațiu poate fi obținut prin a comunica altora experiența obținută de hacker, făcând astfel dovada priceperii proprii, și a înainta prin astfel de conversații și contribuții în ierarhia socială a diverselor canale IRC pe care discută hackerii.
Conceptul de hacker nu este limitat doar la software. Există oameni care adoptă atitudinea unui hacker și în alte domenii, cum ar fi electronica și muzica. Termenul poate fi asociat celui mai înalt nivel din orice știință sau artă, atitudinea unui hacker fiind independentă de domeniu.

## Etica hackerilor
Există unele zvonuri conform cărora hackerii ar urma o etică proprie acestui grup social. După cum am arătat mai sus, există „hackeri etici”, care respectă legile țării în care se află și sparg sisteme informatice doar pentru a aduce la cunoștința proprietarilor lor lipsa de protecție a acestora, spărgându-le doar cu acordul prealabil al proprietarilor sistemelor respective.
Referindu-ne la hackerii care comit infracțiuni, numiți mai corect crackeri sau spărgători de calculatoare, din informațiile publicate de FBI nu ar rezulta că cei care comit infracțiuni informatice ar avea vreo etică respectabilă, ei comițând tot felul de fapte care pe lângă a fi infracțiuni sunt fapte profund antisociale (furt, fraudă, escrocherie, violarea dreptului la intimitate, furt de identitate, șantaj, hărțuire, etc.) iar păgubiții sunt adesea oameni de rând, nu mari companii cărora li s-ar putea reproșa ceva.
După Sam Williams, a existat într-adevăr o etică a hackerilor,  dar pe vremea respectivă hackerii nu erau infractori, ci doar informaticieni motivați de curiozitate și spirit de joacă. Epitetul de hacker aplicat infractorilor ar proveni după el din faptul că ziarele au luat notă că primii infractori informatici care au fost judecați făceau referire la etica hackerilor (ne-infractori) în apărarea proprie.

## Hackeri renumiți
- Richard Stallman este considerat un hacker și părintele mișcării pentru software liber.
- John Thomas Draper zis „Captain Crunch”, creator al cutiei albastre, instrument de phreaking.[12]
- Steve Wozniak zis „Woz”, co-fondator al Apple, a produs primul PC de succes.[12]
- Loyd Blankenship zis „The Mentor”, autor al Manifestului unui hacker, membru al grupurilor Extasyy Elite și Legion of Doom.
- Kevin Mitnick în trecut unul dintre hackerii cei mai căutați de către FBI, actualmente este consultant pe probleme de securitate și autor, nu are voie să atingă calculatoare, altfel va face din nou închisoare.[12]
- Eric Corley (cunoscut și ca Emmanuel Goldstein) pe numele său adevărat Eric Gorden Corley, parte a comunității hacker-ilor începînd cu sf. anilor 1970, este editorul revistei 2600:The Hacker Quarterly și unul din inițiatorul conferințelor H.O.P.E.
- Fyodor pe numele său adevărat Gordon Lyon, este autorul scanerului de securitate Nmap, cât și a mai multor cărți și pagini web axate pe probleme de securitate a rețelelor. Este membru fondator a Proiectului Honeynet și vice-președinte al Profesioniștilor din domeniul IT pentru Responsabilitate Socială.
- Solar Designer este pseudonimul fondatorului Proiectului Openwall.
- Michał Zalewski, cunoscut și ca „lcamtuf” este un recunoscut cercetător pe probleme de securitate informațională.
- Gary McKinnon este un hacker britanic care riscă să fie extrădat în SUA sub acuzația de spargere de rețele, ceea ce a fost descris ca „cea mai mare spargere a rețelelor militare din toate timpurile”.
- Julian Assange hacker fondator al Wikileaks.
- Răzvan Cernăianu, cunoscut ca și TinKode după ce a spart mai multe servere, printre care unul aparținând NASA.